# Polymastia fordei
Polymastia fordei är en svampdjursart som beskrevs av Marcus Lehnert och van Soest 1999. Polymastia fordei ingår i släktet Polymastia och familjen Polymastiidae.
Artens utbredningsområde är havet kring Jamaica. Inga underarter finns listade i Catalogue of Life.